# Beate Klarsfeld
Beate Klarsfeld (ur. 13 lutego 1939 w Berlinie jako Beate Auguste Künzel) – niemiecka dziennikarka znana z działalności na rzecz wyjaśnienia i rozliczenia nazistowskiej przeszłości. Dzięki dokumentacji, którą zebrała wraz z mężem Sergem Klarsfeldem, zwróciła uwagę opinii publicznej na wielu żyjących jeszcze zbrodniarzy nazistowskich, takich jak Kurt Lischka, Alois Brunner, Klaus Barbie, Ernst Ehlers czy Kurt Asche.

## Życiorys
W 1960 podczas pobytu w Paryżu jako au pair Beate Künzel dowiedziała się o ogromie zbrodni Holocaustu i postanowiła się poświęcić działalności na rzecz rozliczenia sprawców. W 1968 szerokim echem odbiły się jej demonstracje przeciwko kanclerzowi Niemiec, Kurtowi Georgowi Kiesingerowi, byłemu nazistowskiemu dygnitarzowi. W czasie debaty w Bundestagu wznosiła z trybuny dla publiczności przeciwko niemu okrzyki nazisto, podaj się do dymisji ((niem.) Nazi, tritt zurück), po czym została wyprowadzona z sali posiedzeń. 7 listopada 1968 w czasie zjazdu partyjnego CDU w Berlinie (Zachodnim) spoliczkowała Kiesingera krzycząc nazista, nazista, nazista! ((niem.) Nazi, Nazi, Nazi!), za co otrzymała pieniądze od wschodnioniemieckiej partii SED. Tego samego dnia została skazana w trybie doraźnym na karę jednego roku więzienia, zmniejszoną rok później na cztery miesiące w zawieszeniu. Pisarz Heinrich Böll podziękował Klarsfeld za jej akcję, przesyłając jej bukiet róż. W wyborach do Bundestagu w roku 1969 Klarsfeld startowała w okręgu Waldshut jako kandydatka na zasadzie wyboru jednomandatowego reprezentująca małą partię Aktion Demokratischer Fortschritt i kontrkandydatka startującego z tego okręgu kanclerza Kiesingera, nie została jednak wybrana.
Od lat 70. działania Klarsfeld i jej męża skupiły się na poszukiwaniach zbrodniarzy, m.in. żyjących w Ameryce Południowej, lecz częściowo także w Niemczech pod prawdziwymi nazwiskami, przez nikogo nie niepokojonych. W 1971 próbowała wraz z mężem porwać z Niemiec odpowiedzialnego za deportację z Francji 76 000 osób Kurta Lischkę, aby przekazać go organom ścigania w Paryżu. Wcześniejszy niewielki wyrok, na który skazano w Niemczech Lischkę, uniemożliwiał formalnie ekstradycję do Francji. Porwanie się nie udało, a Klarsfeld została skazana na dwa miesiące więzienia; po międzynarodowych protestach (wstawili się za nią m.in. Valery Giscard d'Estaing, Jean-Paul Sartre i François Mitterrand) zmieniono je na karę w zawieszeniu. Zbrodniarz wojenny Lischka został skazany dopiero w roku 1980.
Największym sukcesem działań Klarsfeld zmierzających do poszukiwania zbrodniarzy wojennych było doprowadzenie do skazania Klausa Barbiego 4 lipca 1987.
W 1986 biografia Beate Klarsfeld stanowiła podstawę scenariusza filmu Opowieść o Beate Klarsfeld z Farrah Fawcett w roli tytułowej.
W wyborach prezydenckich w Niemczech w roku 2012 Klarsfeld została zgłoszona jako kandydatka Lewicy. Zarząd partii potwierdził jednogłośnie kandydaturę Klarsfeld 27 lutego 2012. Klarsfeld została również wybrana jako elektor z ramienia saksońskiej Lewicy. W wyborach 18 marca 2012 zdobyła 126 spośród 1232 głosów elektorskich – nowym prezydentem federalnym został Joachim Gauck.
Od roku 2008 reprezentuje Beate Klarsfeld z Michel Cullin Francję w „International Council” z Stowarzyszenie Służby za Granicą i wspiera przy tym przede wszystkim Gedenkdienst – „Służba Pamięci“ młodych Austriaków w miejscach pamięci o Holocaust i muzeach żydowskich na całym świecie.

## Odznaczenia i wyróżnienia
- Medal bojowników getta za dzielność – Izrael, 1974
- Legia Honorowa, klasa V – Francja, 1984
- Legia Honorowa, klasa IV – Francja, 2007
- Narodowy Order Zasługi, klasa III – Francja, 2011